# Концано
Конца̀но (на италиански: Conzano; на пиемонтски: Consan, Консан) е село и община в Северна Италия, провинция Алесандрия, регион Пиемонт. Разположено е на 262 m надморска височина. Населението на общината е 1009 души (към 2010 г.).